# Kreis Pasewalk

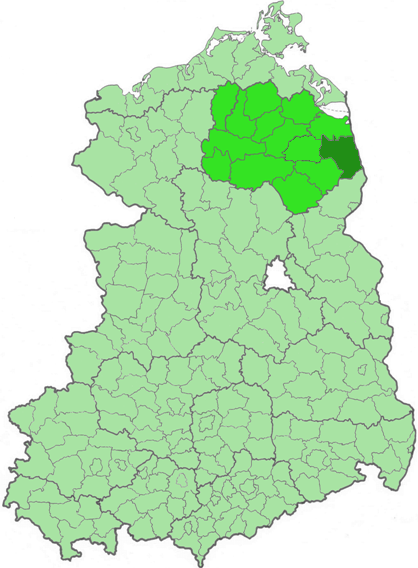
Lage des Kreises Pasewalk
im Bezirk Neubrandenburg

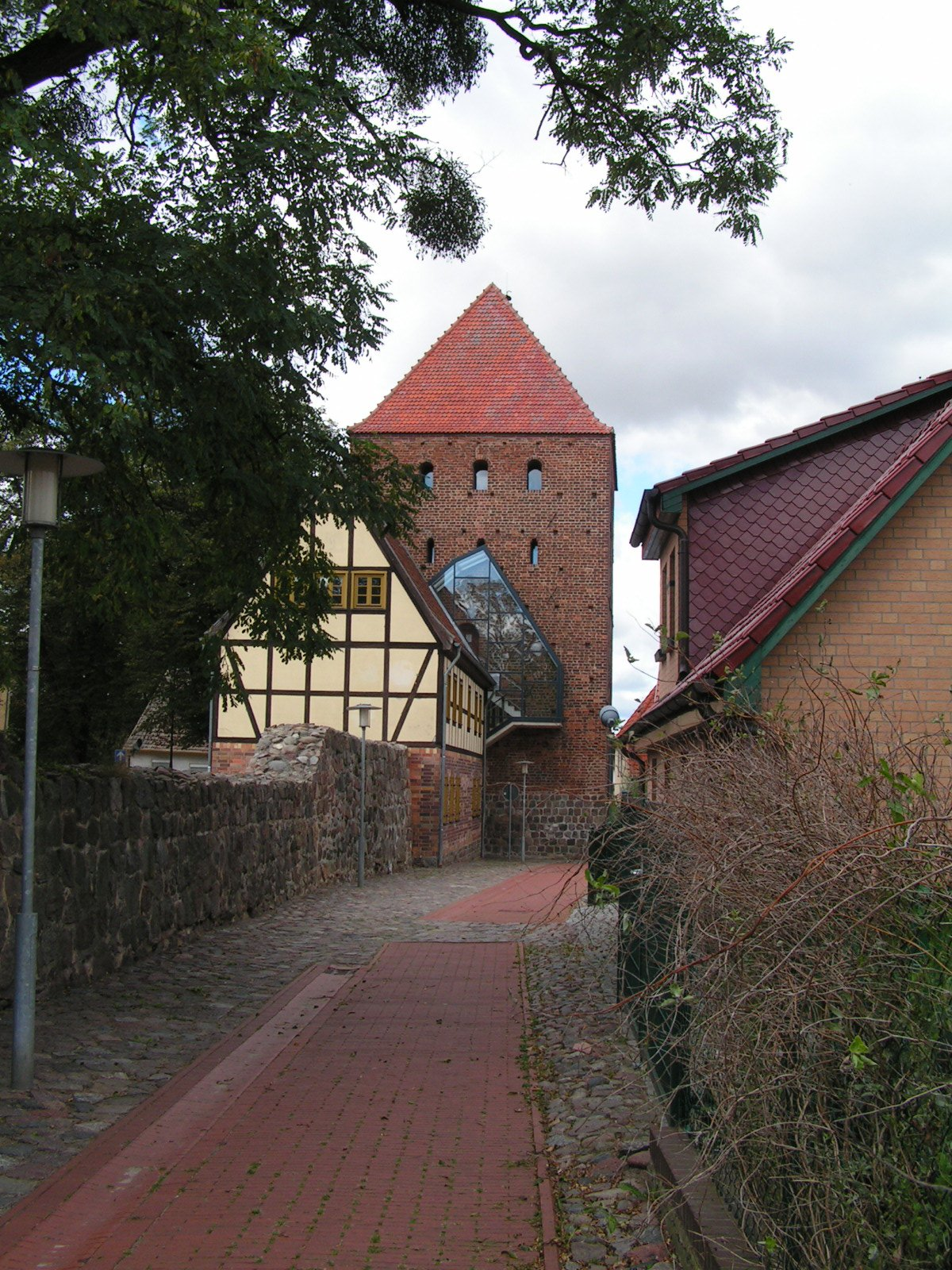
Stadtmauer Pasewalk

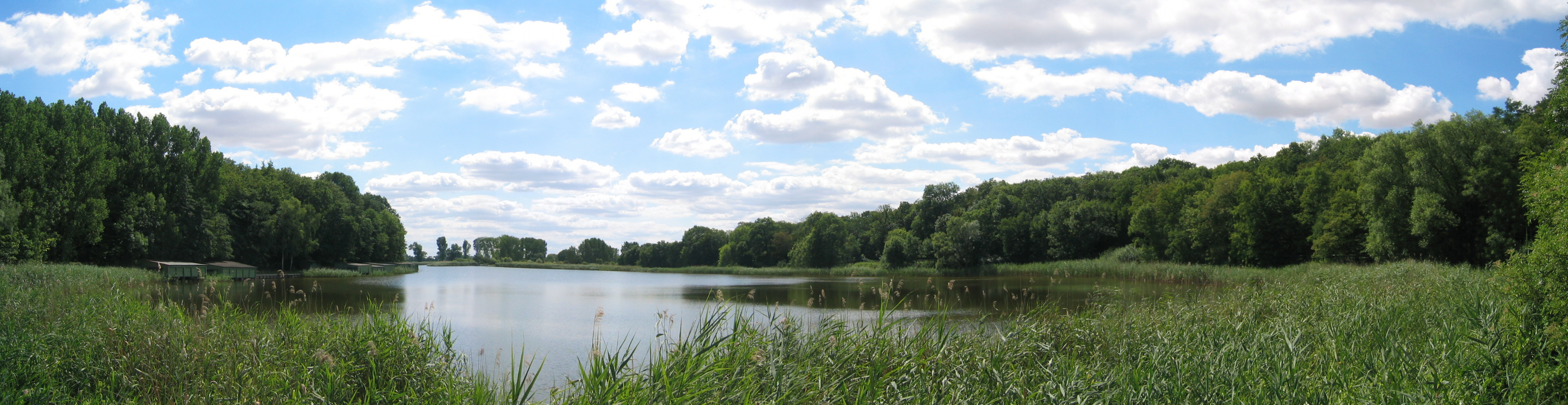
Schlosssee in Penkun

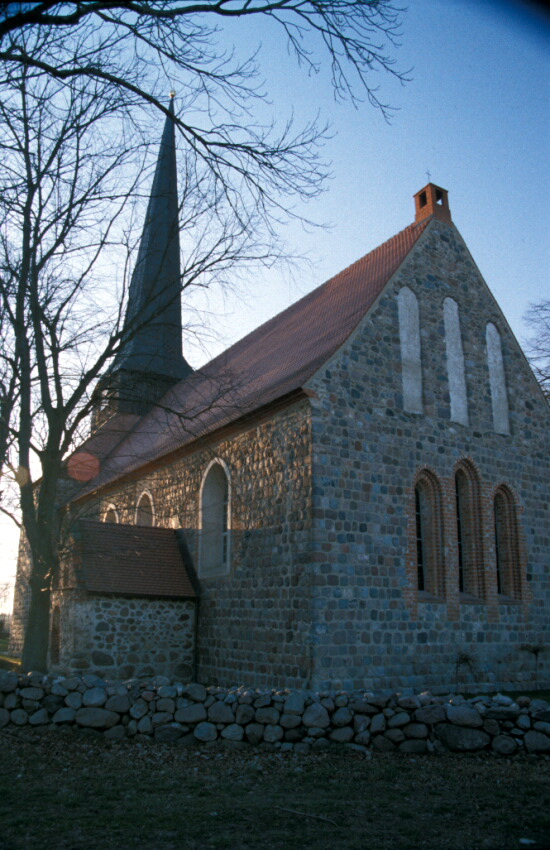
Dorfkirche in Zerrenthin

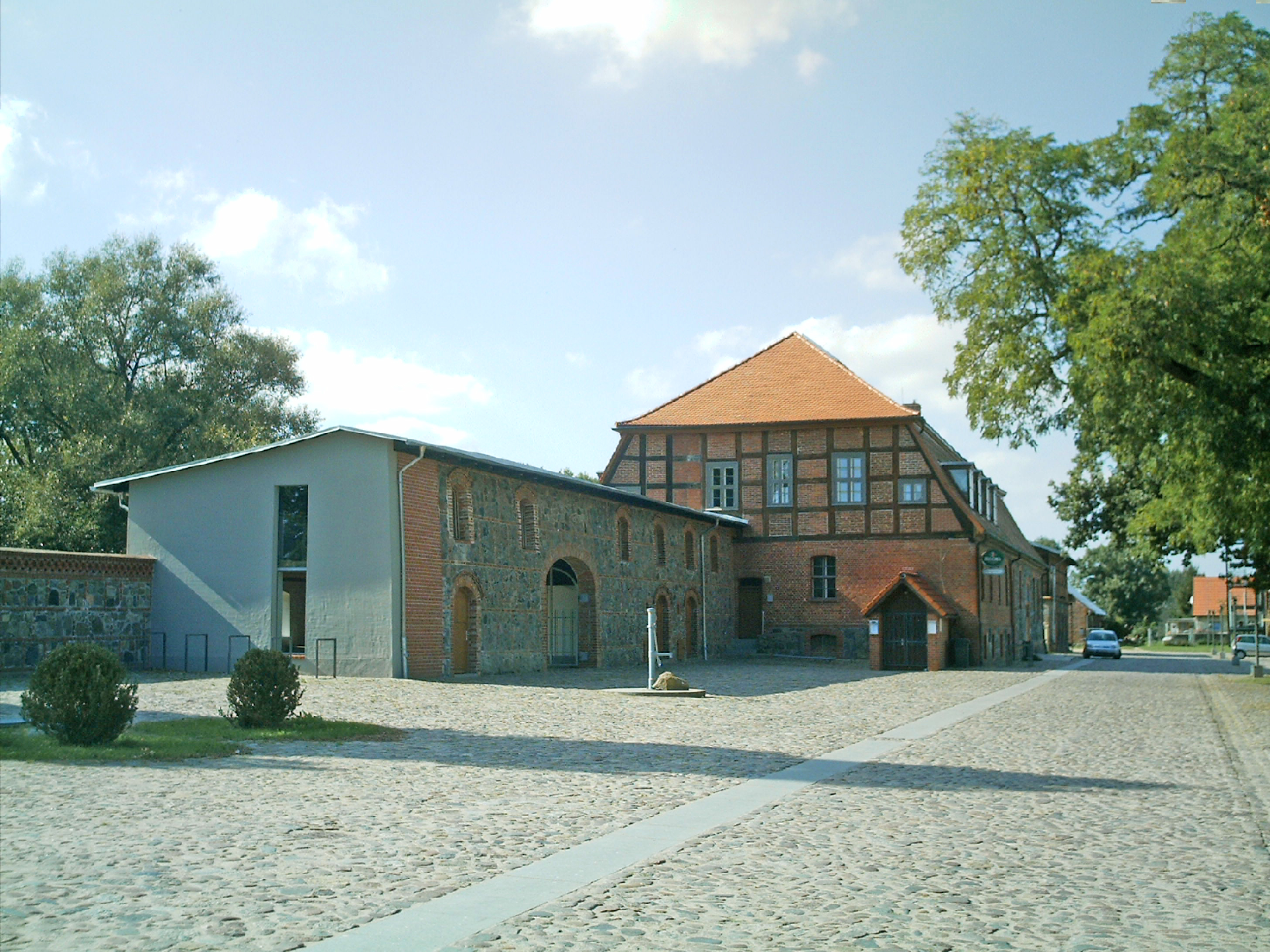
Alte Brennerei in Rothenklempenow

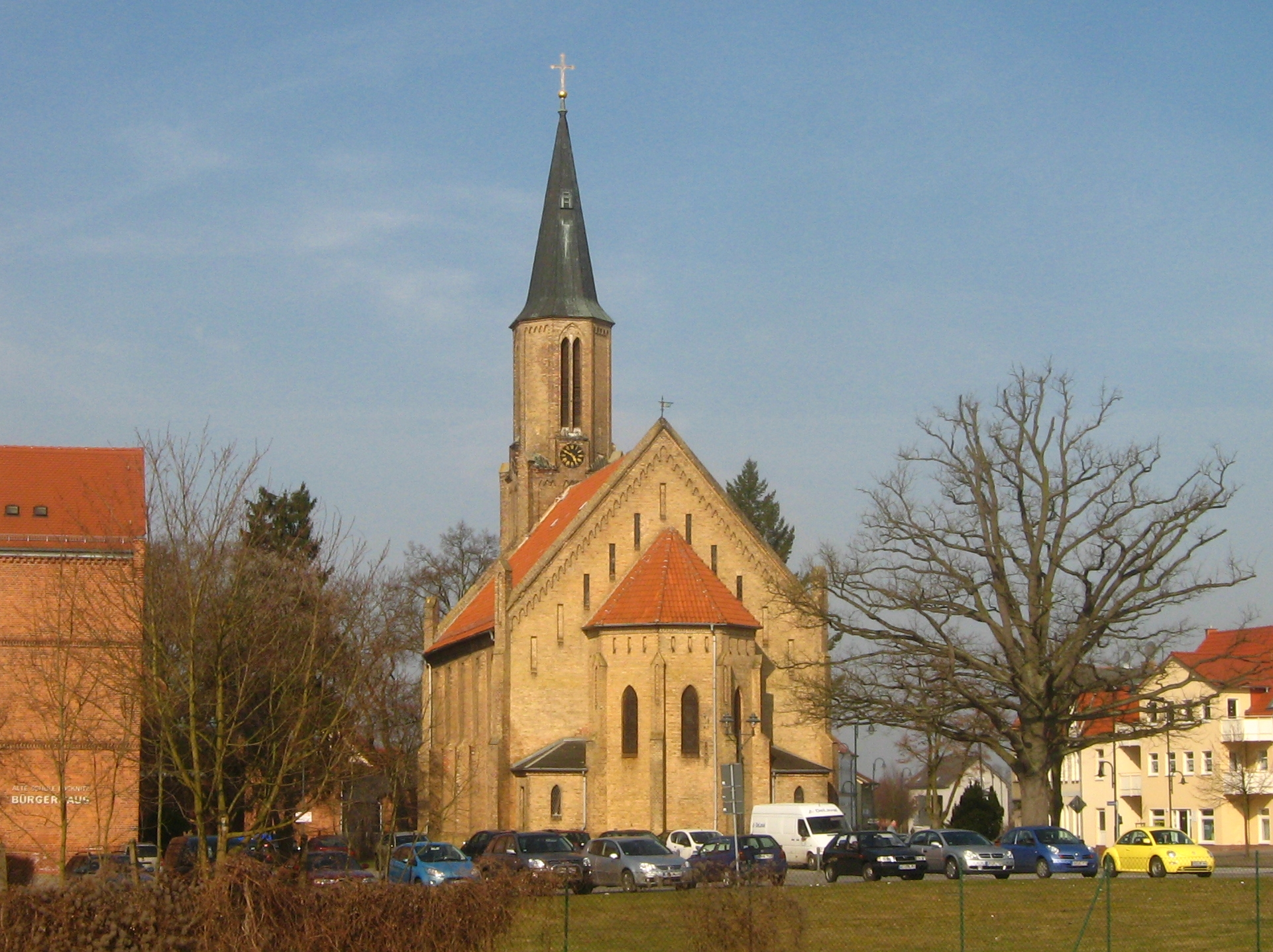
Evangelische Kirche in Löcknitz

Der Kreis Pasewalk war ein Kreis im Osten des Bezirkes Neubrandenburg in der Deutschen Demokratischen Republik (DDR). Ab dem 17. Mai 1990 bestand er als Landkreis Pasewalk fort. Sein Gebiet gehört heute zu den Landkreisen Uckermark in Brandenburg und Vorpommern-Greifswald in Mecklenburg-Vorpommern (Hauptteil). Der Sitz der Kreisverwaltung befand sich in Pasewalk.

## Geografie

### Lage
Der Kreis erstreckte sich von Schönwalde westlich der Uecker über den Südteil der Ueckermünder Heide und das Randowbruch bis zur ca. 25 km langen Grenze zu Polen. Die Gemeinden südlich von Pasewalk und um Brüssow gehören zur historischen Landschaft der Uckermark, Pasewalk, Löcknitz und Penkun schauen dagegen auf eine lange pommersche Tradition zurück. Die Landschaft im Norden des Kreises ist von weiten Kiefernforsten und sandigen Böden in einem ausgesprochenen Flachland geprägt, während der Süden und Südosten kuppige Emdmoränenbögen und Lehmböden aufweist, die von den Flussauen der Uecker und Randow unterbrochen werden. Um Brüssow und Penkun sind zahlreiche abflusslose Seen in die Landschaft eingestreut. Ein Hügel nahe Fahrenwalde war mit 99 m ü. NN die höchste Erhebung des Kreises Pasewalk.

### Fläche und Einwohnerzahl
Die Fläche des Kreises betrug 844 km². Das entsprach 7,7 % der Fläche des Bezirks Neubrandenburg.
Die Einwohnerzahl betrug im Jahr 1985 etwa 43.500. Das sind 7 % der Einwohner des Bezirks. Die Bevölkerungsdichte belief sich auf 57 Einwohner je km².

### Nachbarkreise
Der Kreis Pasewalk grenzte im Norden an den Kreis Ueckermünde, im Osten an die Volksrepublik Polen, im Süden an den Kreis Angermünde, im Südwesten an den Kreis Prenzlau und im Westen an den Kreis Strasburg.

## Geschichte
Der Landkreis wurde im Land Mecklenburg am 1. Juli 1950 gebildet aus
- dem Landkreis Ueckermünde
- dem Nordwestteil des Landkreises Randow
- dem Nordostteil des Landkreises Prenzlau aus dem Land Brandenburg.

Am 25. Juli 1952 wurde aus dem Nordteil des Landkreises Pasewalk der neue Kreis Ueckermünde ausgegliedert. Der dadurch verkleinerte Kreis Pasewalk gehörte nach Auflösung der Länder dem neu gebildeten Bezirk Neubrandenburg an.
Am 17. Mai 1990 wurde aus dem Kreis der Landkreis Pasewalk. Er kam am 3. Oktober 1990 in das neu gegründete Land Mecklenburg-Vorpommern innerhalb des Beitrittsgebietes zur Bundesrepublik Deutschland.
Durch einen Staatsvertrag zwischen Mecklenburg-Vorpommern und Brandenburg kamen am 18. Juli 1992 die Gemeinden Nechlin, Wollschow, Woddow, Bagemühl und Grünberg sowie die Stadt Brüssow in den brandenburgischen Landkreis Prenzlau, der am 6. Dezember 1993 im Landkreis Uckermark aufging.
Am 12. Juni 1994 wurde der Landkreis aufgelöst. Das Gebiet bildete seither bis zur Kreisgebietsreform 2011 zusammen mit Teilen der ebenfalls aufgelösten Landkreise Ueckermünde und Strasburg den Landkreis Uecker-Randow.

## Wirtschaft und Infrastruktur
Das Wirtschaftsprofil des Kreises Pasewalk wurde durch intensive Landwirtschaft bestimmt. Im Norden gab es Forstbetriebe (unter anderem eine Forstsamendarre in Jatznick), in den Talauen war die Milchviehhaltung vorherrschend. Die Landwirtschaft im Kreis Pasewalk hatte unter anderem die Versorgung der Standorte der NVA in und um Pasewalk, Torgelow und Eggesin mit Fleisch, Getreide und Kartoffeln sicherzustellen. Neben einigen Betrieben der Nahrungsmittelindustrie wie dem VEB Getreidewirtschaft, dem VEB Großbäckerei oder dem VEB Schlacht- und Verarbeitungsbetrieb (alle in Pasewalk ansässig), gab es in der Kreisstadt eine Metallgießerei und ein Betonplattenwerk.
Im Verkehrsknoten Pasewalk kreuzten sich die Hauptbahnlinien Berlin-Stralsund und Güstrow-Szczecin der Deutschen Reichsbahn, ebenso die Fernverkehrsstraßen 104 und 109. Letztere war insbesondere in den Sommermonaten durch den Reiseverkehr von Berlin nach Usedom stark frequentiert. Durch den Süden des Kreisgebietes führte die Autobahn Berlin-Pomellen (Berlin-Stettin) mit vier Anschlussstellen (Radewitz, Penkun, Nadrensee und Pomellen). Die Fernverkehrsstraße 113 war wie die später stillgelegte Bahnlinie von Löcknitz über Brüssow nach Prenzlau von untergeordneter Bedeutung. Vom Kreis Pasewalk führten drei Grenzübergänge in die nahe Großstadt Stettin: in Linken (Straße), in Grambow (Bahn) und in Pomellen (Autobahn).

## Städte und Gemeinden
Zum Landkreis Pasewalk gehörten am 3. Oktober 1990 45 Gemeinden, darunter drei Städte:
| TGS    | AGS      | Gemeinde           | Einwohner | Einwohner  | Fläche (km²) | heutige Gemeinde | Landkreis             |
| TGS    | AGS      | Gemeinde           | 3.10.1990 | 31.12.1990 | 31.12.1990   | heutige Gemeinde | Landkreis             |
| ------ | -------- | ------------------ | --------- | ---------- | ------------ | ---------------- | --------------------- |
| 030701 | 13028010 | Bagemühl           | 210       | 212        | 10,48        | Brüssow          | Uckermark             |
| 030703 | 13028030 | Belling            | 575       | 578        | 10,09        | Jatznick         | Vorpommern-Greifswald |
| 030704 | 13028040 | Bergholz           | 457       | 453        | 21,69        | Bergholz         | Vorpommern-Greifswald |
| 030705 | 13028050 | Bismark            | 372       | 371        | 22,34        | Ramin            | Vorpommern-Greifswald |
| 030706 | 13028060 | Blankensee         | 418       | 412        | 15,37        | Blankensee       | Vorpommern-Greifswald |
| 030707 | 13028070 | Boock              | 636       | 631        | 12,87        | Boock            | Vorpommern-Greifswald |
| 030708 | 13028080 | Brietzig           | 261       | 259        | 10,47        | Brietzig         | Vorpommern-Greifswald |
| 030710 | 13028100 | Brüssow, Stadt     | 1.755     | 1.748      | 37,13        | Brüssow          | Uckermark             |
| 030711 | 13028110 | Damerow            | 233       | 228        | 7,82         | Rollwitz         | Vorpommern-Greifswald |
| 030712 | 13028120 | Fahrenwalde        | 435       | 435        | 26,10        | Fahrenwalde      | Vorpommern-Greifswald |
| 030713 | 13028130 | Glashütte          | 84        | 75         | 17,21        | Rothenklempenow  | Vorpommern-Greifswald |
| 030714 | 13028140 | Glasow             | 298       | 287        | 15,44        | Glasow           | Vorpommern-Greifswald |
| 030715 | 13028150 | Grambow            | 1.219     | 1.208      | 34,87        | Grambow          | Vorpommern-Greifswald |
| 030717 | 13028170 | Grünberg           | 414       | 409        | 21,73        | Brüssow          | Uckermark             |
| 030718 | 13028180 | Grünz              | 297       | 296        | 17,18        | Penkun           | Vorpommern-Greifswald |
| 030719 | 13028190 | Jatznick           | 1.877     | 1.855      | 23,24        | Jatznick         | Vorpommern-Greifswald |
| 030720 | 13028200 | Koblentz           | 319       | 319        | 22,99        | Koblentz         | Vorpommern-Greifswald |
| 030721 | 13028210 | Krackow            | 743       | 742        | 34,37        | Krackow          | Vorpommern-Greifswald |
| 030722 | 13028220 | Krugsdorf          | 358       | 355        | 8,33         | Krugsdorf        | Vorpommern-Greifswald |
| 030724 | 13028240 | Lebehn             | 189       | 189        | 9,68         | Krackow          | Vorpommern-Greifswald |
| 030725 | 13028250 | Löcknitz           | 3741      | 3699       | 22,70        | Löcknitz         | Vorpommern-Greifswald |
| 030726 | 13028260 | Marienthal         | 360       | 356        | 23,65        | Viereck          | Vorpommern-Greifswald |
| 030727 | 13028270 | Mewegen            | 320       | 319        | 7,30         | Rothenklempenow  | Vorpommern-Greifswald |
| 030728 | 13028280 | Nadrensee          | 520       | 505        | 20,71        | Nadrensee        | Vorpommern-Greifswald |
| 030729 | 13028290 | Nechlin            | 205       | 203        | 7,11         | Uckerland        | Uckermark             |
| 030730 | 13028300 | Nieden             | 238       | 242        | 6,49         | Nieden           | Vorpommern-Greifswald |
| 030731 | 13028310 | Pampow             | 380       | 383        | 18,82        | Blankensee       | Vorpommern-Greifswald |
| 030732 | 13028320 | Papendorf          | 374       | 368        | 10,50        | Papendorf        | Vorpommern-Greifswald |
| 030733 | 13028330 | Pasewalk, Stadt    | 15.577    | 15.516     | 54,98        | Pasewalk         | Vorpommern-Greifswald |
| 030734 | 13028340 | Penkun, Stadt      | 1.379     | 1.371      | 29,16        | Penkun           | Vorpommern-Greifswald |
| 030735 | 13028350 | Plöwen             | 350       | 348        | 15,06        | Plöwen           | Vorpommern-Greifswald |
| 030736 | 13028360 | Polzow             | 278       | 275        | 8,53         | Polzow           | Vorpommern-Greifswald |
| 030737 | 13028370 | Ramin              | 429       | 427        | 24,61        | Ramin            | Vorpommern-Greifswald |
| 030738 | 13028380 | Rollwitz           | 652       | 645        | 17,34        | Rollwitz         | Vorpommern-Greifswald |
| 030739 | 13028390 | Rossow             | 596       | 594        | 23,09        | Rossow           | Vorpommern-Greifswald |
| 030740 | 13028400 | Rothenklempenow    | 420       | 418        | 33,57        | Rothenklempenow  | Vorpommern-Greifswald |
| 030742 | 13028420 | Schönwalde         | 593       | 589        | 20,95        | Schönwalde       | Vorpommern-Greifswald |
| 030743 | 13028430 | Sommersdorf        | 265       | 264        | 12,41        | Penkun           | Vorpommern-Greifswald |
| 030744 | 13028440 | Storkow            | 217       | 216        | 7,17         | Penkun           | Vorpommern-Greifswald |
| 030746 | 13028460 | Viereck            | 1.798     | 1.818      | 31,09        | Viereck          | Vorpommern-Greifswald |
| 030747 | 13028470 | Woddow             | 178       | 180        | 12,61        | Brüssow          | Uckermark             |
| 030748 | 13028480 | Wollin b. Penkun   | 320       | 313        | 12,71        | Penkun           | Vorpommern-Greifswald |
| 030749 | 13028490 | Wollschow          | 404       | 399        | 19,07        | Brüssow          | Uckermark             |
| 030750 | 13028500 | Zerrenthin         | 528       | 527        | 14,30        | Zerrenthin       | Vorpommern-Greifswald |
| 030751 | 13028510 | Züsedom            | 351       | 350        | 10,35        | Rollwitz         | Vorpommern-Greifswald |
| 0307   | 13028    | Landkreis Pasewalk | 41.623    | 41.387     | 843,68       | ––––––           | ––––––                |

Ehemalige Gemeinden
- Bröllin, am 1. Januar 1974 zu Fahrenwalde
- Caselow, am 1. Januar 1957 zu Bergholz
- Ladenthin, am 1. Januar 1970 zu Grambow
- Schmarsow, am 1. Januar 1971 zu Rollwitz
- Wetzenow, am 1. Juli 1965 zu Rossow

## Kfz-Kennzeichen
Den Kraftfahrzeugen (mit Ausnahme der Motorräder) und Anhängern wurden von etwa 1974 bis Ende 1990 dreibuchstabige Unterscheidungszeichen, die mit dem Buchstabenpaar CK begannen, zugewiesen. Die letzte für Motorräder genutzte Kennzeichenserie war CX 00-01 bis CX 50-00.
Anfang 1991 erhielt der Landkreis das Unterscheidungszeichen PW. Es wurde bis zum 11. Juni 1994 ausgegeben. Seit dem 14. März 2013 ist es im Landkreis Vorpommern-Greifswald erhältlich.